# Phia Ménard
Phia Ménard (* 11. Februar 1971 in Nantes) ist eine französische Künstlerin, Performerin, Choreografin und Jongleurin.
Das künstlerische Schaffen von Phia Ménard zeichnet sich durch interdisziplinäre performative Arbeiten aus. Oftmals steht dabei das Thema der Transformation im Zentrum, etwa indem sich Eis zu Wasser verwandelt. Ménard arbeitet an der Schnittstelle von Tanz, Objekttheater, Performance und Zirkus. Durch ihren Hintergrund als Jongleurin gilt sie auch als eine prägende Künstlerin im Bereich des zeitgenössischen Zirkus. Ihre Bühnenarbeiten präsentiert sie international, unter anderem am Festival d’Avignon, an den Wiener Festwochen, an der Biennale de la danse de Lyon, am Edinburgh Festival Fringe wie auch am Zürcher Theater Spektakel.
1998 gründete Ménard ihre eigene Compagnie Non Nova. Der Name leitet sich aus dem lateinischen Sprichwort Non Nove Sed Nove ab und bedeutet „Wir erfinden nichts, wir sehen es anders“. Die Compagnie hat ihren Sitz in Nantes, wird von Phia Ménard und Claire Massonnet geleitet und zählt über 45 Mitarbeitende. Die Produktionen der Kompanie wurden in über 50 Ländern aufgeführt, darunter auch an renommierten Kunst-, Tanz- und Theaterfestivals.

## Leben
1991 entdeckte Phia Ménard ihre Faszination für das Jonglieren während des Besuchs einer Aufführung von Extraballe von Jérôme Thomas. Später liess sie sich von Jérome Thomas ausbilden und war bis 2003 Mitglied der Compagnie Jérôme Thomas / ARMO (Atelier de Recherche en Manipulation d’Objets). 1997 absolvierte sie weiter eine Tanzausbildung, in welcher sie Kurse bei Hervé Diasnas und Valérie Lamielle besuchte. 2001 führte Ménard ihre erste Solo-Performance Ascenseur auf. In den Jahren 2007 und 2008 kreierte Phia Ménard die Stücke Zapptime#Remix und Doggy Bag, in welchen sie sich der Frage der „Unjonglierbarkeit“ stellte. Sie jonglierte darin nicht mehr mit üblichen Objekten wie Bällen, sondern ersetzte diese durch alltägliche, aber «unjonglierbare» Gegenstände wie beispielsweise zerbrochene Gläser oder Kakteen.
Der Durchbruch gelang ihr 2008 mit der Performance P.P.P., in welcher sie ihre Transition thematisierte. In dieser Arbeit setzte sie sich laut eigener Beschreibung mit den vergangenen zehn Jahren auseinander und insbesondere mit der Erfahrung sich in der falschen Haut zu fühlen. In P.P.P arbeitete Ménard mit Eis und jongliert mit 120 Eiskugeln, die zu Beginn jeweils zwei Kilogramm wiegen und sich nach und nach verflüssigen. Ménard tritt durch das Jonglieren mit Eis in einen Dialog mit einem in Veränderung befindlichen Material.
2010 wurde Ménard vom Festival d’Avignon eingeladen und kreierte für das Festival gemeinsam dem Musiker Anne-James Chaton die Performance BLACK MONODIE für den Jardin de la Vierge. Es folgten weitere Stücke und Erfolge mit L’après-midi d’un foehn (2011) und VORTEX (2011). Zeitgleich setzte sie sich am Centre International de Formation en Arts in Brüssel mit Fragen rund um Gender und Stimmung auseinander. 2015 wurde sie assoziierte Künstlerin am Théâtre Nouvelle Générationin Lyon und 2017 am Théâtre National de Bretagne in Rennes. In der Performance La Trilogie des Contes Immoraux (pour Europe) (2021) stellte sich Phia Ménard der Aufgabe die Schöpfung und den Untergang einer Zivilisation auf die Bühne zu bringen. Entstanden ist ein dreistündiges Stück, in welchem das Publikum auch immer wieder dazu eingeladen wird, über die Welt und über ihren möglichen Untergang nachzudenken. Ihre erste Oper (Les Enfants Terribles von Philip Glass und Jean Cocteau) inszenierte Ménard 2022 an der Opéra de Rennes. In ihrer jüngsten Arbeit ART.13, welche im September 2023 an der Biennale de la danse in Lyon uraufgeführt wurde, setzte sie sich mit dem Thema der Gewalt in der Gesellschaft auseinander. Es ist das erste Stück des Zyklus Pièces du Jardin et des Ruines.

## „Injonglabilité Complémentaire des Éléments“ - I.C.E.
Seit 2008 forscht Phià Ménard mit ihrer Compagnie an der „Injonglabilité Complémentaire des Éléments“ (kurz: I.C.E.). Im Rahmen des längerfristigen Forschungsprozess geht es um eine kreative wie auch intellektuelle Annäherung an die Begriffe der Transformation, der Erosion und der Sublimation von natürlichen Materialien wie Wasser, Eis, Dampf oder Wind.
Aus diesem Prozess sind die folgenden 12 Stücke entstanden, welche sich in fünf unterschiedliche Zyklen einteilen lassen:
Les Pièces du vent (Die Stücke des Windes)
- 2008: L’après-midi d’un foehn Version 1
- 2011: L’après-midi d’un foehn und VORTEX
- 2017: Les Os Noir

Les Pièces de Glace (Die Stücke des Eises)
- 2009: Ice Man (Co-Projekt mit Collectif La Valise, Filmprojekt Coyote Pizza)
- 2010: Black Monodie, mit Anne-James Chaton (Musiker), Festival d’Avignon

Les Pièces de l’Eau et de la Vapeur (Die Stücke des Wassers und des Dampfes)
- 2015: Belle d’Hier, Montpellier Danse festival
- 2018: Saison Sèche, Jean-Luc Beaujault & Cie Non Nova, Festival d’Avignon

Les Pièces de la Sublimation (Die Stücke der Sublimation)
- 2017: Contes Immoraux – Partie 1: Maison Mère, Documenta 14 Kassel
- 2018: No Way (Stück für eine Schauspielerin und einen Stacheldraht)
- 2021: La Trilogie des Contes Immoraux (pour Europe), Festival d’Avignon

Les Pièces du Jardin et des Ruines (Die Stücke der Gärten und der Ruinen)
- 2023: ART.13, Biennale de la danse Lyon

## Werke
- 2008: P.P.P. (Position Parallèle au Plancher/Parallel Position to the Floor)
- 2008: L’après-midi d’un foehn Version 1
- 2009: Ice Man (Co-Projekt mit Collectif La Valise, Filmprojekt Coyote Pizza)
- 2010: Black Monodie, mit Anne-James Chaton (Musiker)
- 2011: L’après-midi d’un foehn und Vortex
- 2015: Belle d'Hier
- 2016: Les Os Noirs
- 2017: Contes immoraux – Partie 1: La Maison Mère
- 2018: Et In Arcadia Ego, Opéra-Comique Paris
- 2018: No Way
- 2018: Saison Sèche, Jean-Luc Beaujault & Cie Non Nova
- 2020: Fiction/Friction, Promo X, L’ecole du TNB (Schauspielschule in Rennes)
- 2021: La Trilogie des Contes Immoraux (pour Europe)
- 2022: Les enfants terrible
- 2023: ART.13[15]

## Auszeichnungen
- 2012: Prix du Physical theater du Fringe D’Édinbourg pour L’après-midi d’un foehn Version 1[2]
- 2014: Chevalier de l’Ordre des Arts et des Lettres[16]
- 2019: Prix Topor/SACD, mit La vie dans tous les sens[17]
- 2020: Prix du Syndicat de la critique, in der Kategorie Performance[18]